# F2 генерација
F2 генерација или друга филијална (потомачка) генерација настала Менделским укрштањем хибридних јединки (F1 генерација). У овој генерацији, при монохибридном укрштању, јављају се два фенотипа: доминантна и рецесивна особина у односу 3 : 1, ако је доминанатан ген поптуно доминантан.